# 시파히
시파히(오스만어: سپاهی sipahi) 혹은 사파히는 원래 페르시아어의 「병사, 군인」을 의미하는 말인 سپاهی sipāhī 으로부터 유래한 차용어이지만, 협의에는 오스만 제국에서 조직되어 중세 유럽에 있어서는 봉건 제도에서의 기사에 해당하는 집단을 가리킨다. 소집될 때는 급료로 해서 일정한 봉토에서의 징세권을 제국에서 주는 티마르제(각 주에 군대를 주둔시키고 티마르(군사 봉토)라는 땅을 주어 군량과 군비를 자급하도록 한 제도)가 행해졌다.

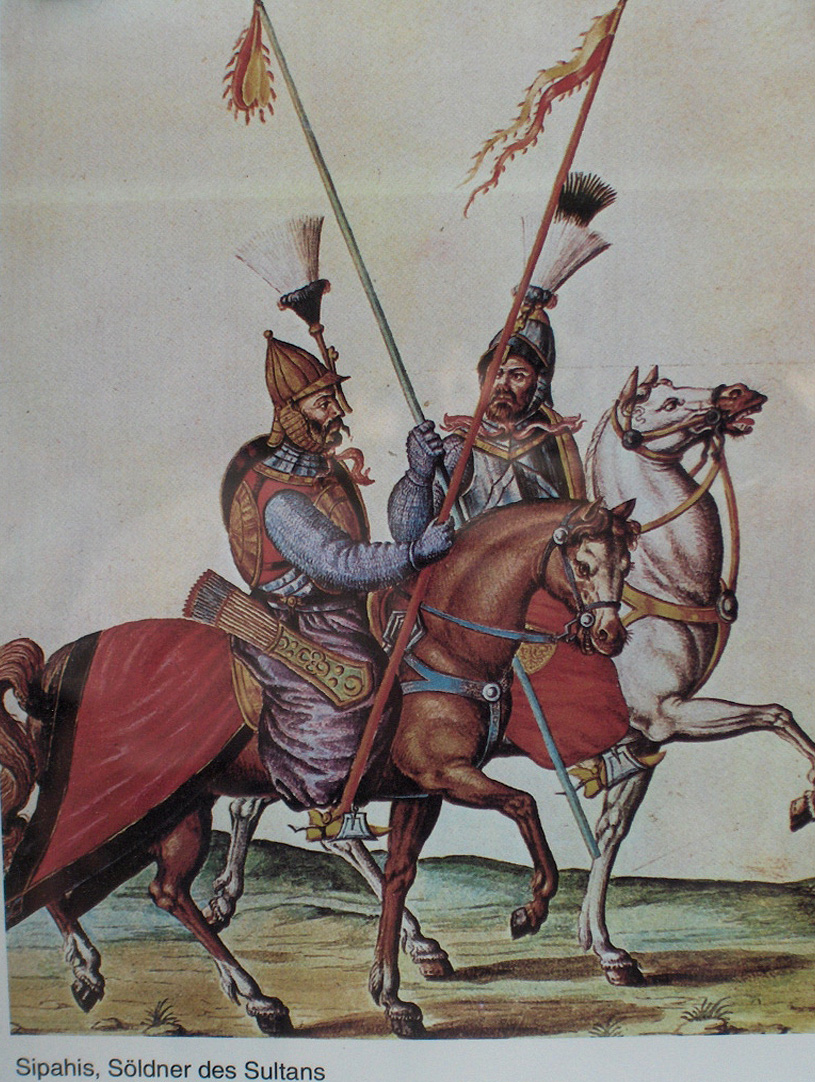
빈 전투 당시의 시파히 기병

## 스파히 이전의 기병 집단
아나톨리아 주변은 정통 칼리프 시대와 우마이야 왕조 시대 이후, 이슬람 지배 지역과 동로마 제국과의 경계 지역에서 이교도 원정에 종사하는 사람, 「성전에 참가하는 사람」이라고 하는 의미의 가즈(Ghazi)라고 불리는 전사단이 많이 거주하고 있었다. 현재의 터키 남동부 및 시리아 북부에서 이라크 북부의 지역을 전선으로서 압바스 왕조의 이교도 원정 이외에도, 가즈 집단에 의한 동로마 제국 영내에의 이교도 원정이나 동로마군과의 작은 군사 충돌은 끊이지 않았다. 오스만 제국의 전신인 셀주크 왕조는, 1071년에 만지케르트 전투 때에 알프 아르슬란이 인솔하는 셀주크 왕조군이 승리를 거두어 아나톨리아 중서부까지 단번에 영역을 넓혔다. 이 때 알프 아르슬란은 휘하의 튀르크 제후들을 아나톨리아 각지에 이주시키고, 후에 룸 술탄국의 시조가 되는 쉴레이만 이븐 쿠탈미쉬를 북서부의 통치자로 임명하였다. 이렇게 해 아나톨리아의 가즈 집단에, 셀주크계의 튀르크 세력이 최전선에서 새롭게 합쳐졌다. 동로마 제국이나 룸 술탄국 등의 셀주크 제후국들, 베이리크(Beyliks)에 기반을 두는 그 외 여러 가즈 집단 등, 크고 작은 제후들이 서로 아나톨리아의 지배를 둘러싸고 분쟁을 반복했다. 오스만 왕조의 군주는 오스만 1세나 오르한을 포함해 「오스만 가즈」, 「가즈들의 술탄, 오르한」이라고 초기부터 「가즈」의 칭호를 계속 자칭한 것으로 보아 분명한 것은 오스만 왕조 자체가 이러한 가즈 집단의 하나로부터 발전했고, 오스만 왕조 초기부터 활약한 스파히는 이러한 가즈 집단을 계승하는 형태로 생겨났다고 여겨진다.
오스만 왕조에는 이밖에도 전투에서의 약탈품을 보수로 해서 받을 권리가 주어진 아킨지나 데리라고 하는 기병 부대도 존재했지만, 약탈이 주된 목적이기 때문에 사기가 몹시 낮고, 적과의 전투가 되어도 곧바로 도망갔기 때문에 결정적인 전력이라고는 말하기 어려웠지만, 발칸 반도를 정복하는데 그들은 크게 공헌하였다.

## 개요
오스만 제국의 상비군 기병이지만, 같은 상비군 기병인 카프클루의 기병과는 다른 별개의 기병이다. 예를 들면 유사시에 하나의 지역으로부터 기병을 소집하려면 스파히와 카프클루의 기병이 동시에 따로 따로 소집되었다. 이러한 기병의 소집도 본래 기마민족인 셀주크계 테르크인 집단을 기원으로 하는 오스만 제국이기 때문에 더욱 가능하고, 시대가 진행되어 소총과 대포가 주요한 병기로서 정착할 때까지, 실제로 오스만 제국의 전력은 이러한 기병들이 대부분을 차지하고 있었다.
장비는 소유하는 봉토에 따라 가지각색이었지만, 기본적으로는 경장(가벼운 장비)으로 전법도 활로 쏘아 맞추기 등, 기전법을 사용하는 것이 대부분이었다. 15세기 무렵에는 중장기병으로 바뀌어 갔지만, 한층 더 시대가 진행되어 17 세기무렵에는 소총의 발달로부터 중장화보다 경장화에 의한 기민성이 중시되었기 때문에, 겹장비(두겹 이상의 장비)의 스파히도 소수가 되어, 전체적으로는 경장 기병으로 돌아갔다. 전시 때에는 전장에 있어 자신의 지위나 소속, 무용을 주위의 적아군에게 나타내기 위해서 날개 장식이나 화려한 의상으로 몸을 장식하고 있었다.
중세로부터 근대로 넘어가면서 서양의 기사나 그것을 지지한 봉건 제도가 몰락해 간 것과 같이, 오스만 제국이 확대해 가는 가운데, 스파히나 그 외의 오스만 제국의 기병 부대는 동로마 제국이나 사파비 왕조, 페르시아 등 화기를 잘 사용하지 않는 나라와 싸우는데 있어서는 큰 효과를 발휘했지만, 오스트리아 제국을 시작으로 하는 유럽 제국은 소총과 겹장비의 기병을 모두 보유하고 있어, 이러한 세력을 깨는 것이 스파히만으로는 힘들게 되었다. 특히 빈 포위전에서의 패배로부터 서서히 스파히는 몰락해갔다. 그것과는 대조적으로 대포로 무장한 예니체리 및 그 외의 카프클루의 군대의 중요성은 높아져, 요원과 군사비가 큰폭으로 증가해 갔기 때문에, 스파히와 티마르제의 필요성이 사라져, 최종적으로는 스파히 계층과 티마르 제도의 몰락을 불러왔다.

## 인도의 세포이
인도에도 스파히란 이름으로 유명한 영국 동인도회사의 현지민 용병 부대, 스파히(영어:sepoy)가 존재했었다.
원래는 카스트제에서 일정한 계급의 사람들을 가리켜 「세포이」라고 불렀으나, 세포이가 대부분 이 계급 출신의 주민들로 구성되자, 나중에는 이렇게 부르게 되었다. 이것은 오스만 제국의 스파히와는 그다지 관계는 없고, 단지 같은 페르시아어 내지, 그 계통의 언어의 단어로부터 파생하는 것에 지나지 않고, 영어도 이 스파히와 세포이는 구별하고 있다. 실제로 오스맨 제국의 스파히는 유목민의 후예를 자부하는 일도 있어, 소총을 휴대하는 일은 있어도 화기를 주요 무기로서 싸우는 것을 거절해 기마에서 계속 싸웠지만, 인도의 세포이는 적극적으로 화기를 도입해 많게는 보병으로서 전투에 참가했다. 덧붙여 이 스파히에 채용된 화기(소총)는 인도가 다습한 환경이기 때문에 발화장치식 소총보다 확실히 화약에 불을 붙일 수 있는 화승총이 대다수를 차지하였고, 그 같은 형식의 소총은 1차 대전 때까지도 인도에서 계속 사용되었다.